# Бакучіол
Бакучіол — це меротерпен класу терпенофенолів. Його знайдено в різних видах рослин триби Psoraleeae, зокрема у рослинах видів Psoralea corylifolia та Psoralea drupaceae.
Бакучіолу притаманна висока і різнобічна біологічна активність, зокрема антимікробна та протигрибкова.
За ступенем антимікробної дії in vitro бакучіол відносять до найбільш активних антимікробних сполук, які виділено з вищих рослин [1]. Величина мінімальної інгібуючої концентрації (МІК) бакучіолу щодо більшості чутливих до нього штамів бактерій становить 0,5-4 мкг/мл, що наближається до МІК низки широко використовуваних антимікробних хіміопрепаратів, наприклад, триклозану [2]. Ще вищою антимікробною активністю володіють деякі хімічно синтезовані похідні бакучіолу [2].
Дія бакучіолу є досить виражено вибірковою: бакучіол інгібує ріст переважно грампозитивних бактерій (в концентраціях 1-5 мкг/мл) та грибів-дерматофітів (в концентраціях 2-40 мкг/мл) [3,4].